# Alessandro Casati
Pour les articles homonymes, voir Casati.
Ne doit pas être confondu avec Alexandre Casati.
Alessandro Casati, (Milan, 5 mars 1881 – Arcore, 4 juin 1955 ) est un homme politique italien affilié au Parti libéral italien.

## Biographie
Alessandro Casati était issu d'une noble famille milanaise : il était le petit-fils de Camillo Casati et le fils de Gian Alfonso. Animé par des idées réformistes, il a participé, jeune homme, à l'expérience du modernisme théologique. Cette première phase a trouvé sa plus grande expression dans la revue moderniste Il Rinnovamento, dont il était le directeur. Il a également participé en tant que collaborateur ou supporter à Il Commento, Leonardo et La Voce.
Plus tard, Casati se rapproche de la pensée de Benedetto Croce, sans toutefois adhérer à son programme historiciste. La vision historico-spéculative de Croce sur les événements l'intéressait, mais Casati restait intimement spirituel et, en fin de compte, mû par sa foi chrétienne. Leur association se traduit par une longue correspondance, publiée moins de vingt ans après leur mort.
Il a participé à la Première Guerre mondiale. En 1923, il est nommé sénateur ; il est également ministre de l'éducation dans le gouvernement Mussolini pendant six mois entre 1924 et 1925. Après cette date, il interrompt sa collaboration avec le fascisme et quitte la politique.
Il reprend son activité politique en 1943, en tant que représentant du parti libéral italien (Partito liberale italiano - PLI) au Comité de libération nationale et ministre de la Guerre dans les deux gouvernements dirigés par Ivanoe Bonomi (1944-1945). Après 1945, il est président du Conseil suprême de la défense et président de la délégation italienne auprès de l'UNESCO.
Élu sénateur lors de la Ire législature de la République italienne (1948), il a été un membre influent du conseil d'administration de l'Istituto italiano per gli studi storici (Institut italien d'études historiques), président du Conseil supérieur de l'éducation, de la Società Dante Alighieri, de la Fédération nationale de la presse italienne (Federazione Nazionale Stampa Italiana) et de l'Association des bibliothèques italiennes (Associazione italiana biblioteche) de 1951 à 1954.
Il est enterré aux côtés de son épouse Leopolda, du marquis Incisa della Rocchetta (1873-1960), ainsi que de leur fils unique, le sous-lieutenant (sottotenente) Alfonso Casati (1918-1944), médaille d'or de la valeur militaire, dans le monumental « mausolée Casati Stampa di Soncino » du cimetière urbain de Muggiò (province de Monza et de la Brianza).

## Principales fonctions
- Ministre de la Guerre du royaume d'Italie
- Ministre de l'Instruction publique du royaume d'Italie
- Sénateur de la XXVIe législature du royaume d'Italie
- Sénateur  de la Ire législature de la République italienne
- Député de la Consulta Nazionale
- Député de l'Assemblée constituante de la République italienne
- Membre de l'Assemblée commune de la Communauté européenne du charbon et de l'acier.
- Sénateur à vie

## Distinctions
- Grand officier de l'ordre de la Couronne d'Italie - 27 février 1924
- Médaille d'argent de la valeur militaire
- Médaille de bronze de la valeur militaire